# Geweer

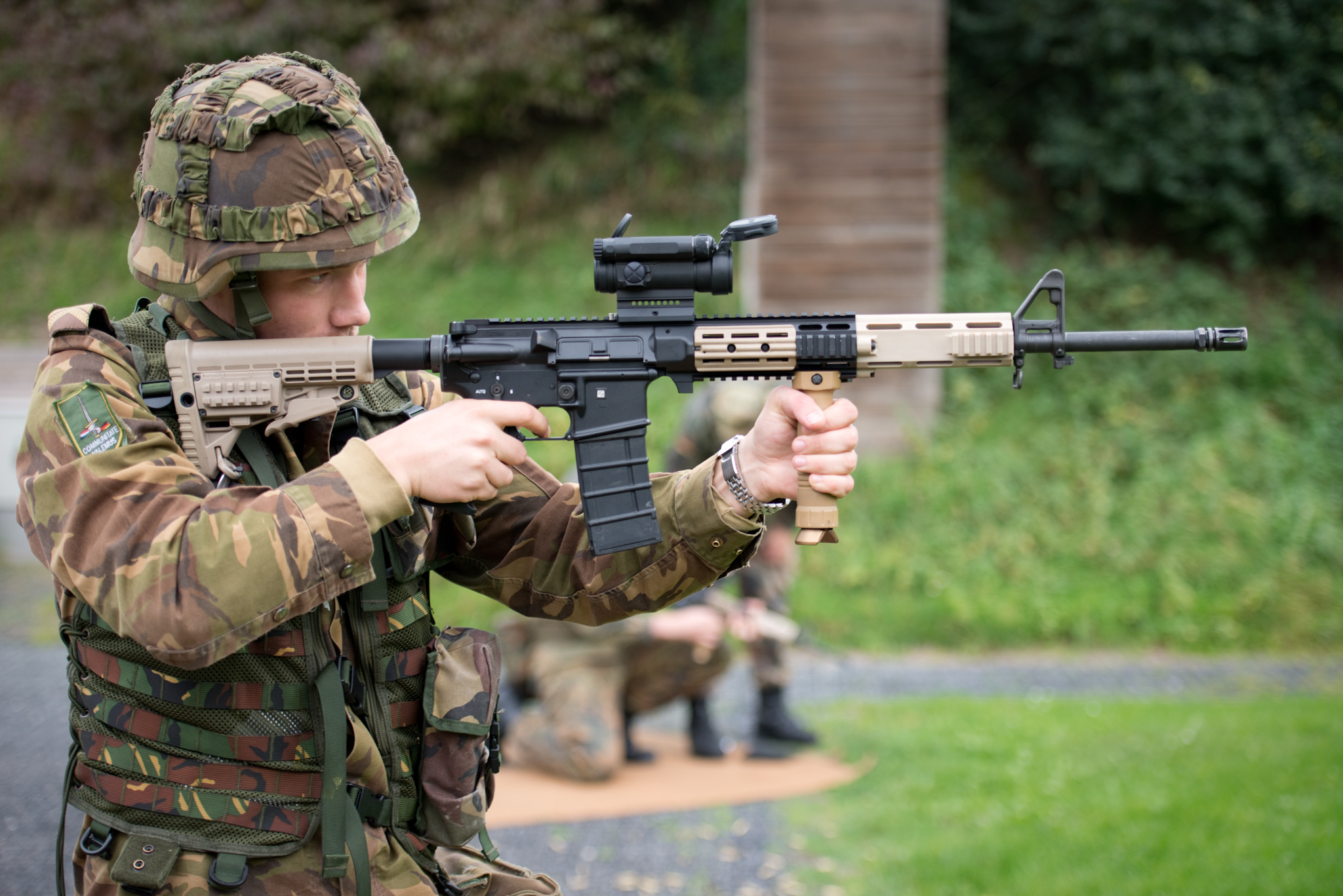
Een Diemaco C7NLD, het huidige standaard infanteriegeweer van de Nederlandse krijgsmacht

Een geweer – ook wel buks – is de algemene benaming voor een draagbaar projectielwapen dat met twee handen wordt bediend en een relatief lange loop heeft. De meeste geweren zijn handvuurwapens, maar er komen ook lucht-, gas- of veerdrukgeweren voor.
In de krijgsmacht is het geweer sinds de 18e eeuw het "standaardvuurwapen" van de soldaat. Het wapen wordt eveneens voor de jacht, de schietsport en voor persoonlijke bescherming gebruikt. Dit laatste is in Nederland verboden.
Een soortgelijk vuurwapen met korte loop wordt karabijn genoemd.

## Etymologie
Geweer komt van het stamwoord weer of were (strijd, verdediging). In de specifieke betekenis van wapen wordt het woord pas vanaf het einde van de vijftiende eeuw gebruikt, als aanduiding voor het primaire wapen van een soldaat.
In de achttiende eeuw veranderde de betekenis langzaamaan naar het lange vuurwapen, hoewel afzonderlijke typebenamingen als bu(k)s en snaphaan nog tot lang daarna in gebruik bleven.

## Geschiedenis
Het eerste wapen dat met geweer aangeduid kan worden was de 15e-eeuwse haakbus, wat een doorontwikkeling was van de handbus. In de 16e eeuw werd de haakbus opgevolgd door het musket en het vuurroer, die al de klassieke geweervorm kregen: een lange loop, een houten lade met kolf en een afvuurmechanisme.

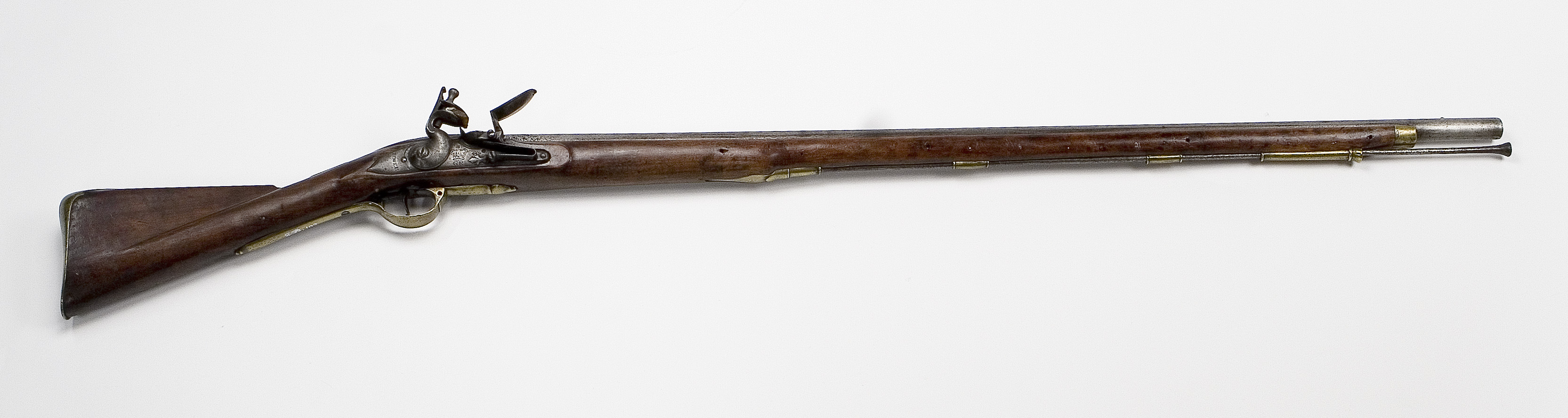
Een Brits Brown Bess vuursteengeweer uit de 18e eeuw

Het musket werd aan het eind van de zeventiende eeuw opgevolgd door de snaphaan, die tot halverwege de negentiende eeuw vrijwel ongewijzigd in gebruik zou blijven en de andere infanteriewapens, zoals de piek, compleet zou vervangen.
In de negentiende eeuw vonden, dankzij de industriële revolutie, een groot aantal ontwikkelingen plaats op geweergebied. Omstreeks 1840 werd in de meeste legers het verouderde vuursteenslot vervangen door het nieuwe percussieslot, dat niet meer met vuursteen maar met een slaghoedje werkte.
Zo'n tien jaar later deed het geweer met getrokken loop zijn intrede als standaardwapen in de krijgsmacht door de uitvinding van de Minié-kogel. Daarmee verdween het gladloops wapen uit de algemene militaire bewapening. In de jacht, bij de schietsport en bij ordediensten werden nog wel gladloops geweren gebruikt, meestal met hagel (hagelgeweer of shotgun).

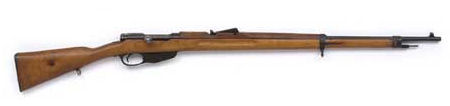
Geweer Mannlicher M95 uit 1895

Omstreeks 1865 werden de laatste voorladers vervangen door veel sneller herlaadbare achterlaadgeweren. Deze wapens kregen al snel een intern of extern magazijn voor eenheidspatronen, waardoor ze niet meer na elk schot handmatig herladen hoefden te worden. Geweren met magazijn worden repeteergeweer genoemd.
In 1884 werd het zwarte buskruit opgevolgd door rookloos kruit en werden de kalibers aanzienlijk verkleind: van gemiddeld 20 millimeter tot 8 millimeter. De geweren die hierdoor ontstonden, zoals de Mannlicher M95, de Lee-Enfield en de Mosin-Nagant, bleven tot de jaren vijftig van de twintigste eeuw in gebruik.
Ook deed in 1884 het semiautomatische geweer zijn intrede, dat zichzelf herlaadde na elk schot. Het zou echter tot 1936 duren voor het eerste land, de Verenigde Staten, een semi-automatisch geweer als  standaardwapen van de infanterist zou invoeren; dit was de M1 Garand.

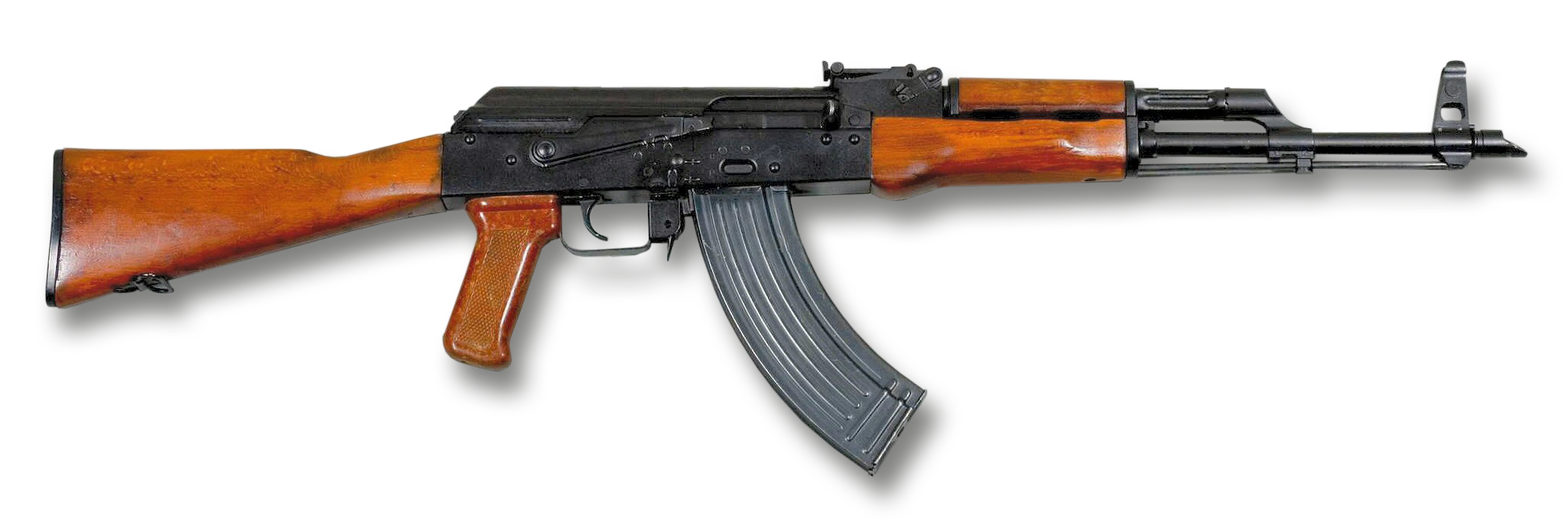
Een AKM, wordt in veel landen gebruikt

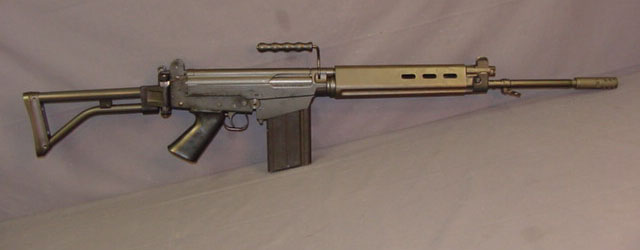
FN FAL uit 1955, letterlijk 'Licht Automatisch Geweer'

Het volautomatische geweer volgde omstreeks de eeuwwisseling, zoals de Madsen uit 1903. Deze wapens zouden later de benaming licht machinegeweer krijgen, hoewel een machinegeweer in de klassieke vorm geen geweer is (het is geen handvuurwapen). De grote terugslag die de toen gangbare geweerpatronen opleverde, maakte het geweer echter niet bijster geschikt voor volautomatisch vuur.
In de Tweede Wereldoorlog werd door nazi-Duitsland een mengvorm geïntroduceerd van geweer en pistoolmitrailleur. Dit werd het Sturmgewehr, de MP43 (of StG44). Dit wapen verschoot een patroon met een kleinere hoeveelheid kruit dan een 'gewoon' geweerpatroon. Het aanvalsgeweer, zoals het in Nederland wordt genoemd, zou tussen 1950 en 1960 het 'klassieke' geweer vervangen in de meeste krijgsmachten en is tot op de dag van vandaag in gebruik.

## Soorten geweren
Van oudsher zijn er verschillende vuurwapens verschenen die onder de noemer geweer kunnen worden geschaard:
- Haakbus
- Musket
- Vuurroer
- Donderbus
- Walbus
- Jachtbus of jachtgeweer
- Ganzenroer of eendenroer of vletbuks
- Infanteriegeweer of standaardgeweer
- Sportgeweer, doelgeweer of doelroer
- Hagelgeweer (enkelloops, dubbelloops)
- Scherpschuttersgeweer of sluipschuttersgeweer
- Loopgraafgeweer
- Luchtbuks

Onderscheid in typen geweren kunnen onder andere worden gemaakt naar:
- Het soort munitie (hagel of kogel);
- Doel of gebruik (o.a. jachtgeweer, scherpschuttersgeweer).
- Werking (kruit, lucht of gasdruk, o.a. luchtbuks)